# 1978 Голяма награда на Испания
1978 Голяма награда на Испания е 13-о за Голямата награда на Испания и седми кръг от сезон 1978 във Формула 1, провежда се на 4 юни 1978 година на пистата Харама в Мадрид, Испания.

## История на кръга
Лотус пристигат на пистата Харама с втори 79 за Рони Петерсон редом до Марио Андрети, както са и спонсорирани допълнително от компания за камери, Олимпус. За сметка на това отбора Хескет пропускат уикенда заедно с Мартини и Дани Онгъс със своя Шадоу. Другата промяна е завръщането на Емилио де Вильота с частния си Макларън M23.

### Квалификация
С отсъствието на Хескет, Мартини и Шадоу-а на Онгъс и Интерскоуп Рейсинг единствено Кеке Розберг е елиминиран от по-нататъшно участие в квалификацията, за сметка на Артуро Мерцарио, Хектор Ребак, Брет Лънгър и де Вильота които продължават. В самата квалификация Лотус отново са над всички като Андрети постави най-доброто време с три десети по-добро от резултата на Петерсон. Карлос Ройтеман остана трети на секунда от времето на американеца следван от Джеймс Хънт, Жил Вилньов, Ники Лауда, Джон Уотсън и Рикардо Патрезе. Мерцарио остана на четири десети от участие в състезанието и той заедно с Лънгър, де Вильота и Алберто Коломбо пропускат надпреварата в неделя.

### Състезание
Няколко пилота не успяват да реагират на бързата процедура на светлините, от което се възползва Хънт. Англичанинът успя да изпревари Петерсон и Ройтеман на старта, след което и Андрети преди първия завой. Хънт остана на лидерската позиция до шестата обиколка, когато Андрети си върна позицията и се отдалечи от преследвачите. Патрик Тамбей стана първия отпаднал в 17-а обиколка, след като завъртя Макларън-а си извън трасето, докато Емерсон Фитипалди спря в бокса за смяна на гуми. Скоро Ребак също преустанови участието си със счупена изпускателна тръба, както и Патрезе с повреда в двигателя от пета позиция. Ферари-тата на Ройтеман и Вилньов са повикани за смяна на нови гуми в 28-ата обиколка, като канадеца се върна на обиколка зад лидера.
Уотсън успя да се изкачи на трета позиция след стопа на Ройтеман, пред Жак-Анри Лафит, Петерсон и Лауда. Шведа успя да изпревари Лижие-то и Брабам-а в 36-а обиколка, докато Уотсън изостана заради проблеми по скоростната кутия. Останалите трима се доближават до Хънт, чийто гуми бавно се предават. Патрик Депайе изпревари Джоди Шектър за седмата позиция, докато Ройтеман се справи с втория Тирел на Дидие Пирони за девето място. Съотборникът на Карлос, Вилньов спря за втори път в бокса след като новите гуми не дават резултат.
В 50-а обиколка Петерсон вече се приближи до скоростната кутия на Хънт, докато шансовете на Депайе за точки се изпариха с проблем в запалителя след като влезе в бокса. През това време Пирони също влезе в бокса на Тирел със същия проблем, но механиците успяват да върнат новобранеца обратно на трасето. Петерсон изпревари Хънт за второто място в 53-та обиколка, докато Лафит също мина пред Макларън-а три обиколки по-късно, както и Лауда. Обиколка по-късно обаче, австриеца отпада след като двигателя Алфа Ромео експлодира. Малко по-късно Ройтеман излезе от трасето и право в огражденията. Хънт спря в бокса в 60-а обиколка за нови гуми и се върна доста зад петия Уотсън, който е изпреварен от Шектър.
Андрети пресича финала на почти 20 секунди пред Петерсон, за да донесе третата победа за сезона и втора двойна за Лотус. Лафит успя да се възползва от проблемите на останалите за да финишира трети пред Шектър, който регистрира първите точки за новия Волф WR5. Уотсън и изтощения Хънт запълват топ 6 пред Виторио Брамбила, Алън Джоунс, Йохен Мас, Вилньов, Рупърт Кийгън, Пирони, Жан-Пиер Жабуй и Ролф Щомелен.

## Класиране
| Поз  | No | Пилот             | Конструктор            | Обиколки | Време/Отпадане    | Място | Точки |
| ---- | -- | ----------------- | ---------------------- | -------- | ----------------- | ----- | ----- |
| 1    | 5  | Марио Андрети     | Лотус-Форд-Косуърт     | 75       | 1:41:47.06        | 1     | 9     |
| 2    | 6  | Рони Петерсон     | Лотус-Форд-Косуърт     | 75       | +19.56 s          | 2     | 6     |
| 3    | 26 | Жак-Анри Лафит    | Лижие-Матра            | 75       | +37.24 s          | 10    | 4     |
| 4    | 20 | Джоди Шектър      | Волф-Форд-Косуърт      | 75       | +1:00.06          | 9     | 3     |
| 5    | 2  | Джон Уотсън       | Брабам-Алфа Ромео      | 75       | +1:05.93          | 7     | 2     |
| 6    | 7  | Джеймс Хънт       | Макларън-Форд-Косуърт  | 74       | +1 Об.            | 4     | 1     |
| 7    | 19 | Виторио Брамбила  | Съртис-Форд-Косуърт    | 74       | +1 Об.            | 16    |       |
| 8    | 27 | Алън Джоунс       | Уилямс-Форд-Косуърт    | 74       | +1 Об.            | 18    |       |
| 9    | 9  | Йохен Мас         | АТС-Форд-Косуърт       | 74       | +1 Об.            | 17    |       |
| 10   | 12 | Жил Вилньов       | Ферари                 | 74       | +1 Об.            | 5     |       |
| 11   | 18 | Рупърт Кийгън     | Съртис-Форд-Косуърт    | 73       | +2 Об.            | 23    |       |
| 12   | 3  | Дидие Пирони      | Тирел-Форд-Косуърт     | 71       | +4 Об.            | 13    |       |
| 13   | 15 | Жан-Пиер Жабуй    | Рено                   | 71       | +4 Об.            | 11    |       |
| 14   | 36 | Ролф Щомелен      | Ероуз-Форд-Косуърт     | 71       | +4 Об.            | 19    |       |
| 15   | 17 | Клей Регацони     | Шадоу-Форд-Косуърт     | 67       | Горивопровод      | 22    |       |
| Отп  | 22 | Джеки Икс         | Инсайн-Форд-Косуърт    | 64       | Двигател          | 21    |       |
| Отп  | 14 | Емерсон Фитипалди | Фитипалди-Форд-Косуърт | 62       | Загуба на мощност | 15    |       |
| Отп  | 11 | Карлос Ройтеман   | Ферари                 | 57       | Инцидент          | 3     |       |
| Отп  | 1  | Ники Лауда        | Брабам-Алфа Ромео      | 56       | Двигател          | 6     |       |
| Отп  | 4  | Патрик Депайе     | Тирел-Форд-Косуърт     | 51       | Двигател          | 12    |       |
| Отп  | 16 | Ханс-Йоахим Щук   | Шадоу-Форд-Косуърт     | 45       | Окачване          | 24    |       |
| Отп  | 35 | Рикардо Патрезе   | Ероуз-Форд-Косуърт     | 21       | Двигател          | 8     |       |
| Отп  | 25 | Ектор Ребаке      | Лотус-Форд-Косуърт     | 21       | Ауспух            | 20    |       |
| Отп  | 8  | Патрик Тамбе      | Макларън-Форд-Косуърт  | 16       | Завъртане         | 14    |       |
| НКв  | 37 | Артуро Мерцарио   | Мерцарио-Форд-Косуърт  |          |                   |       |       |
| НКв  | 30 | Брет Лънгър       | Макларън-Форд-Косуърт  |          |                   |       |       |
| НКв  | 28 | Емилио де Вильота | Макларън-Форд-Косуърт  |          |                   |       |       |
| НКв  | 10 | Алберто Коломбо   | АТС-Форд-Косуърт       |          |                   |       |       |
| DNPQ | 32 | Кеке Розберг      | Теодор-Форд-Косуърт    |          |                   |       |       |

## Класиране след състезанието
| Поз | Пилот           | Точки |
| --- | --------------- | ----- |
| 1   | Марио Андрети   | 36    |
| 2   | Рони Петерсон   | 26    |
| 3   | Патрик Депайе   | 23    |
| 4   | Карлос Ройтеман | 22    |
| 5   | Ники Лауда      | 16    |

| Поз | Конструктор        | Точки |
| --- | ------------------ | ----- |
| 1   | Лотус-Форд-Косуърт | 45    |
| 2   | Тирел-Форд-Косуърт | 25    |
| 3   | Ферари             | 22    |
| 4   | Брабам-Алфа Ромео  | 22    |
| 5   | Лижие-Матра        | 10    |

- Бележка: И в двете класирания са показани само първите пет отбора.